# Храбан Мавр

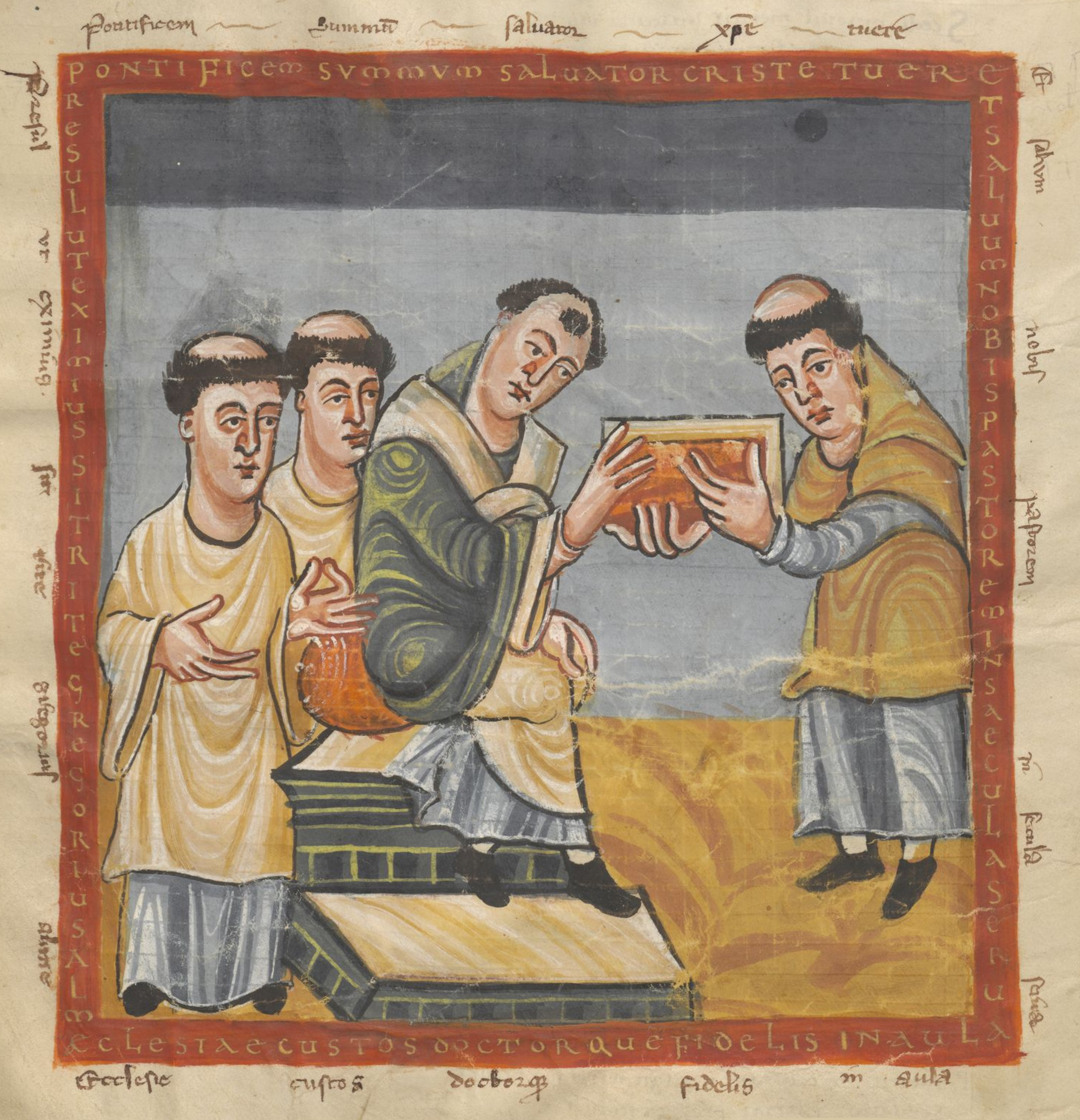
Рабан Мавр (справа) дарує свою працю Папі Григорію IV

Храбан Мавр, Рабан Мавр (лат. Hrabanus (Rabanus) Maurus, близько 780, Майнц — 4 лютого 856, там само) — середньовічний письменник, поет, богослов. Абат Фульдського монастиря (в 822–842), архієпископ Майнцький (з 847). Був радником Людовіка Благочестивого і його синів. Визначний діяч «Каролінзького відродження». Автор багатьох, переважно компілятивних, творів, головним чином підручників для церковних шкіл. Його «Повчання клірикам» — цікаве джерело з історії шкільної освіти раннього середньовіччя. Блаженний.

## Життєвий вибір
Про ранній період життя святого Рабана відомо дуже небагато, навіть щодо року його народження серед дослідників немає єдиної думки. Передбачається, що він з'явився на світ близько 780 року в знатній франкській сім'ї. До дев'яти років ріс у рідному домі, а потім був переданий на виховання в монастир у Фульді, де в той час настоятелем був абат Баугольф. Строгий настоятель узяв з хлопчика клятву ніколи не намагатися залишити монастир і навіть не думати про це. Юний Рабан прийшов в монастир в березні, в день пам'яті святого Бенедикта Нурсійського.

## Навчання в Алкуїна
Рабан з раннього віку мав потяг до знань, про це він пізніше свідчив сам. Для завершення освіти юнака було відправлено в Тур до знаменитого Алкуїна. Недовго йому випало брати уроки у прославленого вченого — відомо, що Алкуїн помер в 804 році, але за цей час у вчителя і учня склалися дуже теплі стосунки, юнак Рабан знайшов в Алкуїнові другого батька. На все життя Рабана вплинули настанови вчителя:
|  | О мій найдорожчий син, вправляйся в любові до Господа, нехай здійснення богослужінь прикрашає твоє життя ... день і ніч віддавайся наукам; шукай Христа і носи Його у своєму серці, щоб Він там жив і керував твоїм життям і ти будеш любити Його як свого Спасителя, як свого Господа, від Якого приходять всі добрі дари, виконувати заповіді Його, все, що отримаєш від Господа, чи Дух Божий повідомить тобі, поширюй ретельно і вчи цього інших. Бідним і убогим будь батьком, будь скромний у побуті і щедрий в благодіяння, щоб благословення їх перебувало з тобою. |

 Перебування в Турі залишилося для Рабана світлим спогадом на все життя.

## Благодатний труд

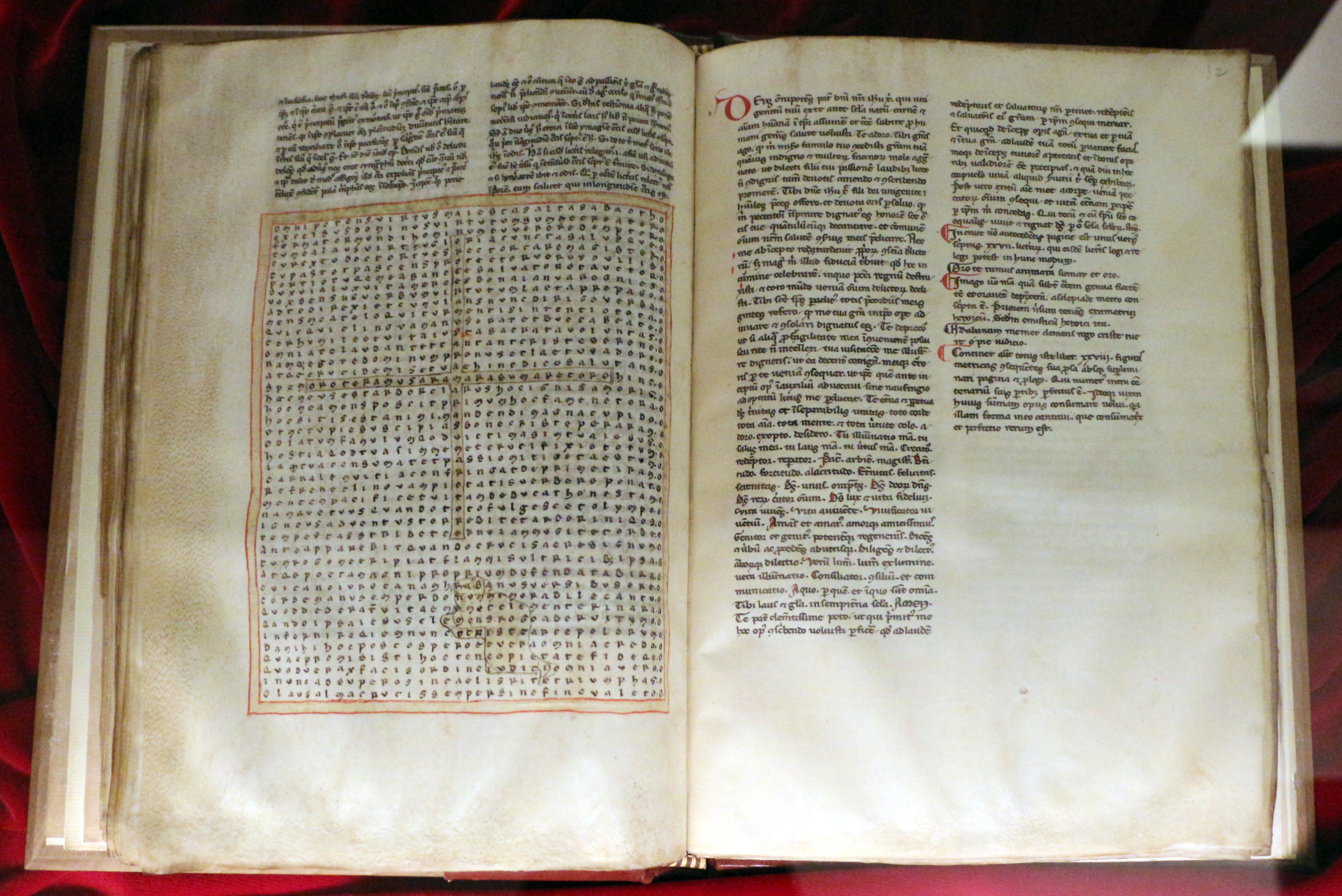
In Honorem Sanctae Crucis, 13th century, Biblioteca Medicea Laurenziana, Florence

Після повернення в Фульд святий продовжив свої вчені заняття. У його розпорядженні була величезна на ті часи монастирська бібліотека. До числа улюблених занять Рабана належало вивчення Святого Письма, для чого він не тільки оволодів грецькою, єврейською та сирійським мовами, але ще й старанно збирав тлумачення і вислови святих отців, вміло їх систематизуючи. Одночасно він обіймав посаду вчителя в монастирській школі.
Досягнувши 25-річного віку, Рабан отримує сан диякона. Приблизно в цей же час він завершує роботу над своїм першим твором — «Про похвалу Святому Хресту» (лат. De laudibus sanctae crucis). Це творіння у формі фігуративних віршів (лат. carmina figurata), які можуть читатися не тільки по вертикалі і по горизонталі, а й хрестоподібно. Над створенням «Похвали» Рабан трудився разом зі своїм другом і однокласником ченцем Хатта. У 802 році монастир очолює абат Ратгар і це аж ніяк не сприяло ученим заняттям. Цей настоятель розгорнув широку будівничу діяльність і вимагав, щоб усі монахи брали участь у будівництві, а нездатних до цього або тих, хто протестував, просто виганяли. Скарги братів на деспотичне правління Ратгара двічі змушували Карла Великого втручатися у справи обителі, але лише в 817 році, коли ченці вдалися до крайнього заходу — всі разом залишили монастир, Людовик Благочестивий вигнав ненависного абата. Святий Рабан страждав від смути, що охопила обитель, але не залишав монастиря. Втім, за іншими даними, саме в період настоятельства Ратгара Рабан здійснив тривале паломництво до Святих місць. Після повернення Рабан Мавр приймає священний сан — в 815 році його висвячує архієпископ Майнцький Гайстольф. При новому абаті Егілю, якого було обрано одностайно, Рабан знову починає викладати в школі, не залишаючи більше ніколи цього заняття
У 822 році вже сам святий Рабан стає настоятелем обителі. Поряд з численними новими обов'язками, він продовжує навчати майбутніх священиків, а також мирян зі знатних родин, які прагнули навчати своїх синів в одній з найкращих шкіл франкської держави. Серед його учнів — безліч знаменитостей тієї епохи, наприклад, король Італії Бернард, майбутній єпископ Регенсбурга Батура, хроніст Людовика Німецького монах Рудольф, відомий поет, ботанік і дипломат Валафрід Страбо, в майбутньому — настоятель монастиря Райхенау.
Святий абат ніс слово Боже не тільки своєму вченому оточенню, а й місцевим жителям — до нашого часу збереглися шістдесят чотири його проповіді.

## Суспільна діяльність
Трудами Рабана Мавра було завершено те, що почали будувати його попередники: на монастирських землях виникло більше тридцяти храмів. Святині з Італії приваблювали до них чимало паломників. Число ченців процвітаючої обителі досягло двохсот п'ятдесяти. Збагатилася монастирська бібліотека, яка і до цього славилась своїми скарбами. Положення настоятеля такого великого монастиря зобов'язувало Рабана не тільки брати участь у синодах, а й втручатися у справи держави. Він користувався дружбою і заступництвом Людовика Благочестивого, а потім сам надавав йому підтримку, коли проти імператора виступили власні сини.
Впавши в немилість після приходу до влади Людовика Німецького, Рабан відмовляється від обов'язків настоятеля, щоб разом з ним опала не торкнулася і обителі. Деякі хроніки, втім, свідчать, що він був зміщений насильницьким шляхом.
Покинувши монастир, Святий йде до свого друга Хаймо, єпископа Хальберштадта, а потім віддаляється в самотній скит в горах. Цей час Святий присвячує роботі над мартирологом, який був закінчений до 845 року. А в 847 році, вже після примирення з королем, Рабан стає єпископом Майнцьким, всупереч старості і при одностайній підтримці духовенства і мирян.
З невичерпною енергією і милосердям продовжує Рабан Мавр будувати, проповідувати, вчити.